# Crash Test Dummies
Crash Test Dummies (читается крэш тэст даммиз, англ. Манекены для краш-тестов) — канадская фолк-рок-группа, которая была популярна в начале 1990-х.

## История
Группа была образована в 1990-м году в канадском городе Виннипег, провинции Манитоба. В неё вошли Брэд Робертс (Brad Roberts, главный вокалист, гитара), его брат Дэн Робертс (Dan Roberts, бас-гитара), Митч Дордж (Mitch Dorge, ударные), Эллен Рейд (Ellen Reid, вокал, клавишные, аккордеон) и Бенджамин Дэрвил (Benjamin Darvill, губная гармоника, мандолина, гитара и др.).
В 1991 году Даммиз выпустили свой дебютный альбом «The Ghosts That Haunt Me» («Призраки, которые преследуют меня»). Песня «Superman’s Song» («Песня Супермена») с этого альбома стала радиохитом. Группа стала очень популярной у себя на родине и получила «Награду Джуно» (Juno Award) как лучшая канадская группа 1991 года.
Но настоящей мировой популярности Даммиз добились после выхода сингла «Mmm Mmm Mmm Mmm», и альбома «God Shuffled His Feet» в 1993 году. Песня «Mmm Mmm Mmm Mmm» попала на первые места различных хит-парадов, а её видеоклип постоянно крутили на MTV.
На протяжении 1994 года группа активно гастролировала в Европе и Северной Америке. Осенью музыканты получили награду MTV EMA в номинации «Прорыв года», а также премию Британской музыкальной индустрии как «Лучшая международная группа».
После полутора лет гастролей музыканты решили сделать перерыв в творчестве. Запись третьего альбома «A Worm’s Life» началась в январе 1996 года в студии Compass Point на Багамах. Диск был выпущен летом, после чего участники Crash Test Dummies вновь занялись побочными проектами.
Альбом 1999 года «Give Yourself A Hand» фактически стал самым необычным релизом за всю историю группы. Альбом продемонстрировал совершенно новое, волшебное, намного более электронное, звучание. Была предпринята попытка, высоко оцененная критиками, поработать в стиле трип-хоп - новом жанре электронной музыки, в те годы набирающем популярность. В 2000 году Брэд Робертс выпустил сольный сборник акустических композиций, позднее собрав новый состав Crash Test Dummies, в который вошли гитарист Кент Грин, басист Дэйв Мортон, ударник Дэнни МакКензи и клавишник Кенни Уэлсен. Именно эти музыканты в дальнейшем приняли участие в записи альбома «I Don’t Care That You Don’t Mind» в 2001 году и сборника обработок классических рождественских песен «Jingle All The Way» (2002).
В 2003 увидел свет альбом «Puss 'n' Boots», а в 2004 году восьмой альбом группы «Songs of the Unforgiven». В 2010 вышел, на данный момент последний альбом "Oooh La La!". Это был альбом, подводящий некий итог многолетнему творчеству коллектива. Спокойные, мелодичные, в основном акустические песни, возвращают слушателя на 20 лет назад, когда был записан дебютный альбом.

## Дискография

### Студийные альбомы
- The Ghosts that Haunt Me (1991)
- God Shuffled His Feet (1993)
- A Worm's Life (1996)
- Give Yourself a Hand (1999)
- I Don't Care That You Don't Mind (2001)
- Jingle All The Way (2002)
- Puss 'n' Boots (2003)
- Songs of the Unforgiven (2004)
- Oooh La La! (2010)
- Demo-Litions (2011)
- Songs of the Unforgiven (2018)
- Crash Test Dude (Live) (2018)